# Charles P. Kindleberger
Charles Poor "Charlie” Kindleberger (12 de octubre de 1910 - 7 de julio de 2003) fue un economista estadounidense. Fue experto, a la vez, en historia económica y en economía internacional. Su libro de 1978 titulado Manias, Panics, and Crashes es una de las principales referencias en el campo de la especulación financiera.

## Formación y Trabajo
Kindleberger nació en la ciudad de Nueva York el 12 de octubre de 1910. Se graduó en la Universidad de Pensilvania en 1932 y obtuvo un doctorado de la Universidad de Columbia en 1937. Mientras escribía su tesis doctoral, trabajó temporalmente en la división internacional del Tesoro de los Estados Unidos, bajo la dirección de Harry Dexter White. Posteriormente, se incorporó a tiempo completo al Banco de la Reserva Federal de Nueva York (1936-1939). Posteriormente, trabajó en el Banco de Pagos Internacionales en Suiza (1939-1940) y en la Junta de Gobernadores del Sistema de la Reserva Federal (1940-1942). Durante la Segunda Guerra Mundial, sirvió en la Oficina de Servicios Estratégicos (OSS). De 1945 a 1947, fue Jefe de la División de Asuntos Económicos de Alemania y Austria en el Departamento de Estado de los Estados Unidos. Contribuyó al diseño del Plan Marshall durante la posguerra. Después de 1948, fue nombrado profesor de Economía Internacional en el MIT. Se jubiló de su puesto a tiempo completo en 1976 y continuó como profesor titular hasta su jubilación total de la docencia en 1981.

## Teoría de la estabilidad hegemónica
Su mayor aportación a la teoría económica es la Teoría de la estabilidad hegemónica. En su libro de 1973 y 1986, La crisis económica: 1929-1939, presenta una visión internacionalista de las causas y la naturaleza de la Gran Depresión, que concluye que una hegemonía mundial es necesaria para una economía mundial estable. Atribuyendo la peculiar duración y profundidad de la depresión a la reticencia de Estados Unidos a asumir el liderazgo de la economía mundial cuando Gran Bretaña ya no estaba a la altura después de la Primera Guerra Mundial, concluye que «para que la economía mundial se estabilice, tiene que haber un estabilizador», con lo que, al menos en el contexto del período de entreguerras, se refiere a Estados Unidos. En el último capítulo, «Una explicación de la Depresión de 1929», Kindleberger enumera las cinco responsabilidades que Estados Unidos habría tenido que asumir para estabilizar la economía mundial:
- 1- Mantener un mercado relativamente abierto para los bienes en dificultades
- 2- Proporcionar préstamos anticíclicos, o al menos estables, a largo plazo
- 3- Vigilar la estabilidad relativa de los tipos de cambio
- 4- Garantizar la coordinación de las políticas macroeconómicas de las naciones
- 5- Actuar como prestamista de última instancia descontando o proporcionando liquidez en una crisis financiera

Kindleberger se mostró muy escéptico respecto a la visión monetarista de Milton Friedman y Anna Schwartz sobre las causas de la Depresión, considerándola demasiado limitada y quizás dogmática, y descartó de plano lo que él calificó como la interpretación "accidental" o "fortuita" de Paul Samuelson. La crisis económica: 1929-1939 fue elogiado por John Kenneth Galbraith como "el mejor libro sobre el tema". 

## Obra
- International Short-term Capital Movements (NY: Columbia University Press, 1937)
- International Economics (Irwin, 1953)
- Economic Development (New York, 1958)
- Foreign Trade and the National Economy (Yale, 1962)
- Europa and the Dollar (Cambridge, Massachusetts, London, 1966)
- Europe's Postwar Growth. The Role of Labor Supply (Cambridge, Massachusetts, 1967)
- American Business Abroad (New Haven, London, 1969)
- The Benefits of International Money. Journal of International Economics 2 (Nov. 1972): 425–442.
- The World in Depression: 1929–1939 (University of California Press, 1973)
- Manias, Panics, and Crashes: A History of Financial Crises (Macmillan, 1978)
- Historical Economics – Art or Science? (1990)
- A Financial History of Western Europe (New York, 1984)
- World Economic Primacy: 1500 – 1990 (Oxford University Press, 1996)
- Centralization versus Pluralism (Copenhagen Business School Press, 1996)
- Economic Laws and Economic History (Cambridge University Press, 1997)